# Canson
Canson (читається Кансон) - французький виробник високоякісного паперу та супутніх товарів.

## Історія

### Витоки
Історія розповідає, що Жан Монгольф’є потрапив у турецький полон під час хрестових походів і був змушений працювати на паперовій фабриці в Дамаску. Там він навчився виробляти папір і згодом привіз свої знання в Європу.

### Аннонай, початок успіху Монгольф’є

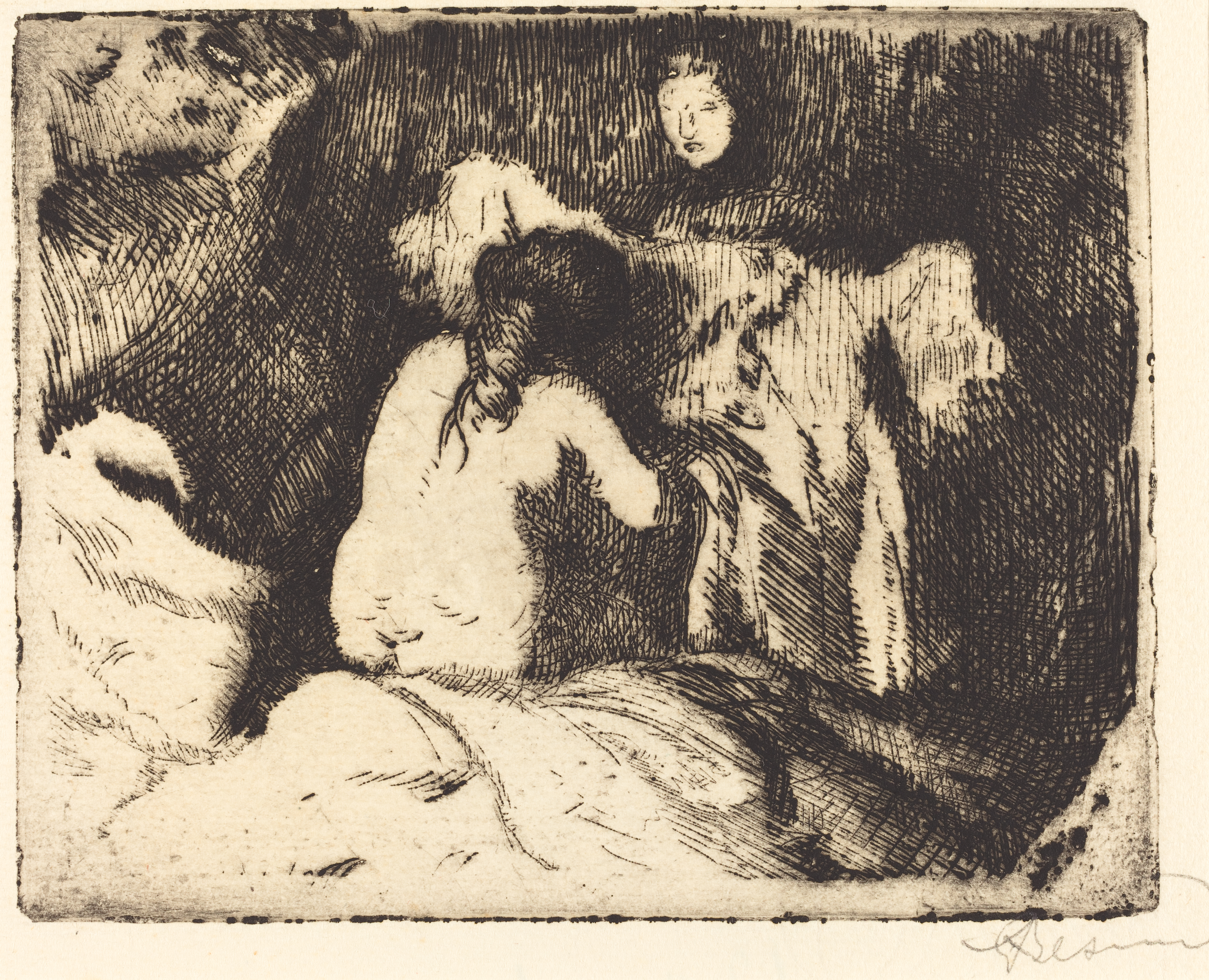
Офорт Поля-Альберта Беснарда, надрукований на папері Кансон

У 1485 році Антуан Відалон почав використовувати млин для перемелювання круп. Паперові фабрики Відалон (Vidalon-le-Haut і Vidalon-le-Bas), швидше за все, були створені в XVI столітті на річці Дейм в парафії Давезьє поблизу міста Анноне, Франція, із перероблених млинів. Народившись в регіоні Божоле, сім'я Відалон дружила з Жаном Монгольф'є, який також займався виготовленням паперу в млині Ревейон. Жан відправив своїх двох синів, Реймонда та Мішеля, до Відалона, щоб вони могли вдосконалити свої знання. У 1693 р. Раймонд і Мішель Монгольф'є одружилися з дочками Антуана Челлеса, власника паперових заводів. Згодом сім'я Монгольф'є керувала млинами.
П'єр Монгольф'є (1700–1793), син Раймонда, був блискучим виробником, який мав на меті модернізувати професію. Завдяки йому млини "Відалон" стрімко модернізувалися. Наприклад, він застосував голландські деталі для заміни корит у пристрої млина.  Однин з його 16 дітей, Джозеф Монгольф'є був блискучим винахідником. Серед його розробок був синій пігмент Берлінська лазур та новий пристрій для підняття води. Зі своїм братом Етьєном Монгольф’є він створив першу повітряну кулю - Монтгольф’єр . Вони виготовили оболонку із паперу власного виробництва і спроектували систему для нагріву повітря, щоб надути кулю. Перший політ відбувся у Відалоні 14 грудня 1782 року. Меморіал все ще існує на подвір’ї колишньої паперової фабрики, неподалік рідного будинку братів Монгольф’є та нинішнього музею Papeteries Canson & Montgolfier. Їхній знак видно на логотипі, він складається зі стилізованої повітряної кулі - як посилання на братів Монгольф'є, Жозефа-Мішеля та Жака-Етьєна, піонерів повітряної кулі. У 1783 р. Людовик XVI облагородив П'єра Монгольф'є та його сім'ю, як завдяки аеростатичному винаходу, так і тим крокам, якими вони спонукали виробництво паперу. У 1784 році паперові фабрики отримали назву "Мануфактурна королівська фабрика".

### Бартелемі Бару де ла Ломбардьєр де Кансон
Одна з дочок (Жака-)Етьєна Монгольф'є, Олександріна, вийшла заміж за Бартелемі де Кансона. Вона керувала млинами після смерті Етьєна в 1799 році. У 1801 році компанія отримала назву "Montgolfier et Canson", потім у 1807 році "Canson-Montgolfier". Бартелемі де Кансон долучився до впровадження нових процесів під час виробництва, зокрема була застосована машина для безперервного формування полотна паперу. Він також винайшов кальку в 1807 році завдяки високому очищенню паперової маси. Ним було встановлено першу папероробну машину Роберта близько 1820 р. У 1853 році Кансон винайшов середовище для позитивних і негативних відбитків. Він удосконалив його і отримав численні патенти у Франції та за кордоном. Цей папір вирішив потребу використання платину або хлорид золота, тому був простішим і дешевшим у використанні. У 1860 році паперові фабрики Монгольф'є були найбільшими у Франції. Компанія була зареєстрована як " Societe Anonyme " під назвою " Anciennes manufacts Canson & Montgolfier" в 1881 році.

### Кансон і художники
Кансон створив для Жана-Огюста-Домініка Енгра, друга Аделаїди де Монгольф'є, дочки Етьєна де Монгольф'є, папір для малювання.
У 1910 році Гюстав Майлол розробив для свого дядька Арістіда спеціальний папір для друку. Він встановив свою невеличку фабрику в Монвалі біля Парижу. Йому довелося зупинити виробництво через Першу світову війну, а коли він повернувся додому, його обладнання було розкидане. Потім він попросив Кансона в Анноне розробити і випустити "Les Papiers de Montval", який продається і сьогодні. Багато художників використовували папір Кансона: Едгар Дега, Джоан Міро, Фернан Леже, Марк Шагал, Пікассо, Делакруа, Матісс...

### ХХ століття
У 1926 році Кансон відкрив філію в Нью-Йорку, США.
У 1956 році Blanchet et Kléber de Rives приєдналися до млинів d'Arches, Johannot d'Annonay та et du Marais та створили Arjomari (ARches, JOhannot, MArais, RIves). Компанія Arjomari придбала Papeteries Canson & Montgolfier в 1976 році.
У 1990 році відбулося злиття Arjomari з групою Wiggins Teape Appleton у результаті чого утворилася група Arjo Wiggins.
Наприкінці 2006 року група Hamelin придбала Canson з усіма дочірніми компаніями. Hamelin - це європейський постачальник шкільної, офісної та образотворчої продукції. Oxford та Elba - торгові марки групи Hamelin.

### Сьогодення
Компанія Canson налічує 400 працівників у Європі, Північній Америці, Південній Америці та Австралії
У жовтні 2016 року компанія Canson був викуплена у фірми Hamelin групою FILA, що базується в Мілані.

## Логотип Canson
У 1784 році, коли паперова фабрика стала отримала статус королівської (Royale), Кансон отримав відповідну символіку та герби. Червоний і золотий блазон Анноне, повітряна куля, яку винайшли Джозеф і Етьєн, і папір, утворили герб підприємства. Девіз Ite per Orbem, («Подорожувати світом») поширився на папір Монгольф’є, який уже був міжнародним. Сьогодні логотип Canson - це стилізована повітряна куля.

## Продукти
Наступна таблиця містить усі лінійки продуктів Canson, що продаються під торговими марками "Canson" та "Arches".
| Категорія              | Спектр товарів                                                                  |
| ---------------------- | ------------------------------------------------------------------------------- |
| Образотворче мистецтво | Акварель, олійні фарби, акрилові фарби, пастель, матеріали для графіки та друку |
| Школа                  | Товари для школярів                                                             |
| Професійний дизайн     | Архітектурні масштабні моделі                                                   |
| Технічні та цифрові    | Друк та фотографія, креслення, канцелярські товари                              |
| Мистецтво та ремесло   | Рукоділля, фотопапір для домашнього друку                                       |

Асортимент продукції дуже широкий: Montval - папір для акварелі; Mi-Teintes - кольоровий папір для пастелі, малювання та рукоділля; Ingres Vidalon - кольоровий папір верже; “C” à grain і 1557 -  папір для малювання; Figueras - папір для малювання олійними та акриловими фарбами; Infinity - папір для цифрового друку та фотографії; XL - товари для студентів.
Бавовняний папір вирізняється міцністю і вирізняється стійкістю до намочування водою, гумового клею та художніх матеріалів за базі воску. Фірма також виробляє блокноти для ескізів, рулони та аркуші паперу різного розміру та граматури. Вони призначені для малювання графітними олівцями, пастелями, деревним вугіллям та чорнилами.
Canson також виробляє спеціальні листи та каркасні дошки для крейди в пастельних тонах під торговою маркою Mi-Teintes. Вони на 60% складаються з бавовни, листи, шорсткі за текстурою, і мають 60 різних кольорів.

## Фонд Кансон для мистецтва та паперу (Fonds Canson pour l'Art et le Papier)
У 2010 році група Hamelin та Canson створили Фонд Canson pour l'art et le papier (Фонд для мистецтва та паперу). Мета - організувати акції спонсорів для художників, які працюють з папером. Головною подією є Prix Canson (премія Canson) для художників які виконують чудові роботи на папері.
У 2010 році Prix Canson було присуджено Фаб'єну Мерелю, головою журі був Жерар Гаруст. У 2011 році голландський художник Рональд Корнеліссен був нагороджений Prix Canson. Вірджинія Чіхота із Зімбабве була переможницею Prix Canson 2013. Вона працює у жанрі малюнку та шовкографії, щоб дослідити теми людських стосунків, таких як ізоляція, свідомість та культурна дислокація. У 2014 році Саймон Еванс та його творча партнерка Сара Ланнан стали переможцями Prix Canson. Їх малюнки, графіки, схеми, плани, класифікації та описи - це все графічні елементи конкретної поезії та «психографії» або автоматичного письма. У 2015 році аргентинський художник Адріан Вільяр Рохас був нагороджений Prix Canson у Токійському палаці в Парижі.

## Кансон і Лувр
З 2010 року Кансон є основним спонсором музею Лувр і підтримує Інтернет-сайт музею, оцифрування колекції відділу відбитків та малюнків. Кансон також спонсорував Le Papier à l'œuvre, виставку про взаємодію паперу та художників, яка проходила з червня по вересень 2011 року в музеї Лувру. Деякі роботи видатних художників були виконані на папері Кансон: Nu bleu IV Анрі Матісса і Combustion, mèche noire et traces de brûlures sur papier Canson II Крістіан Жаккар, а також сучасна робота Домініка де Бейра, Le Blanc, c'est la nuit.